# 卡里翁河

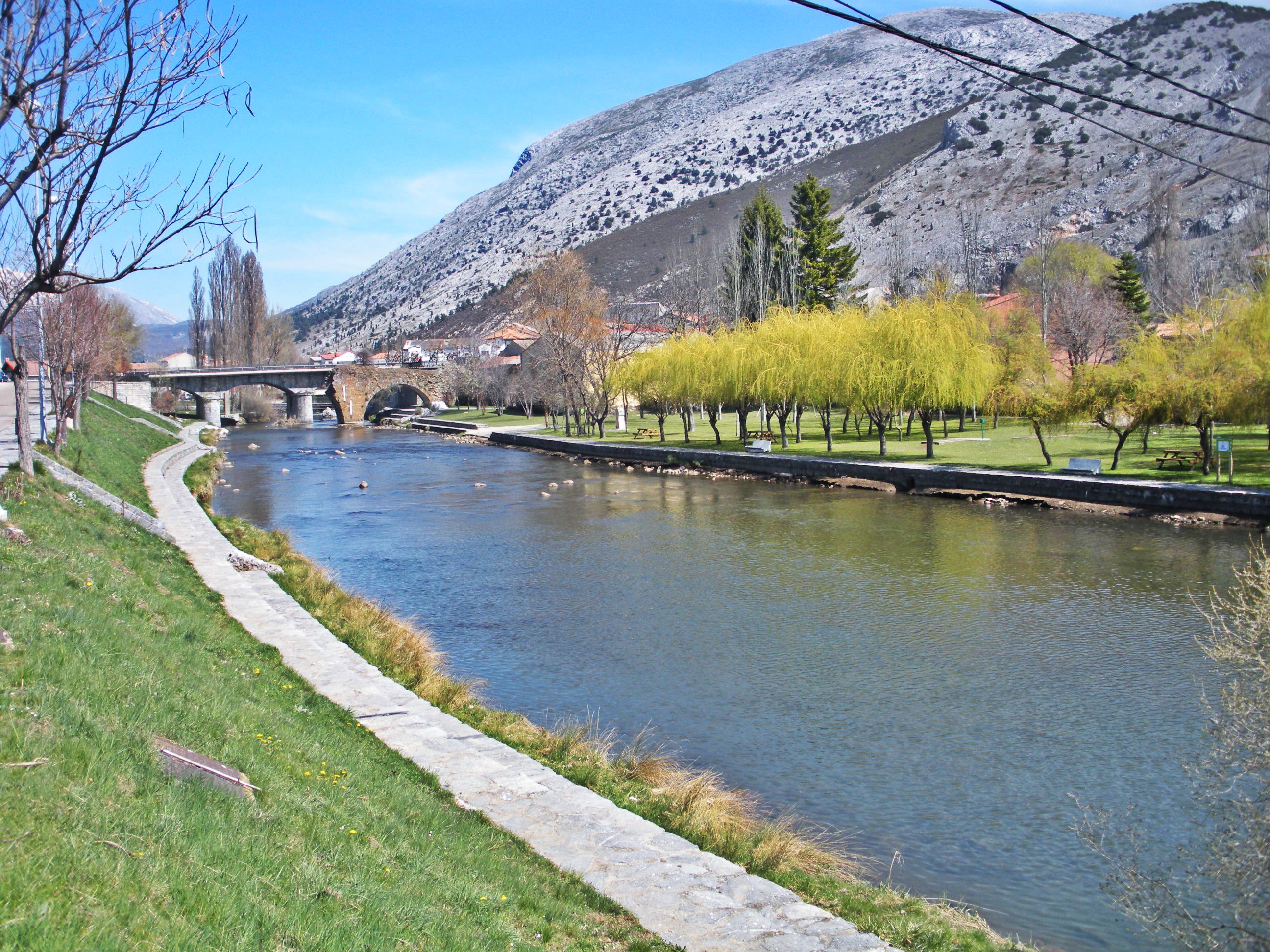
卡里翁河貝利利亞鎮段

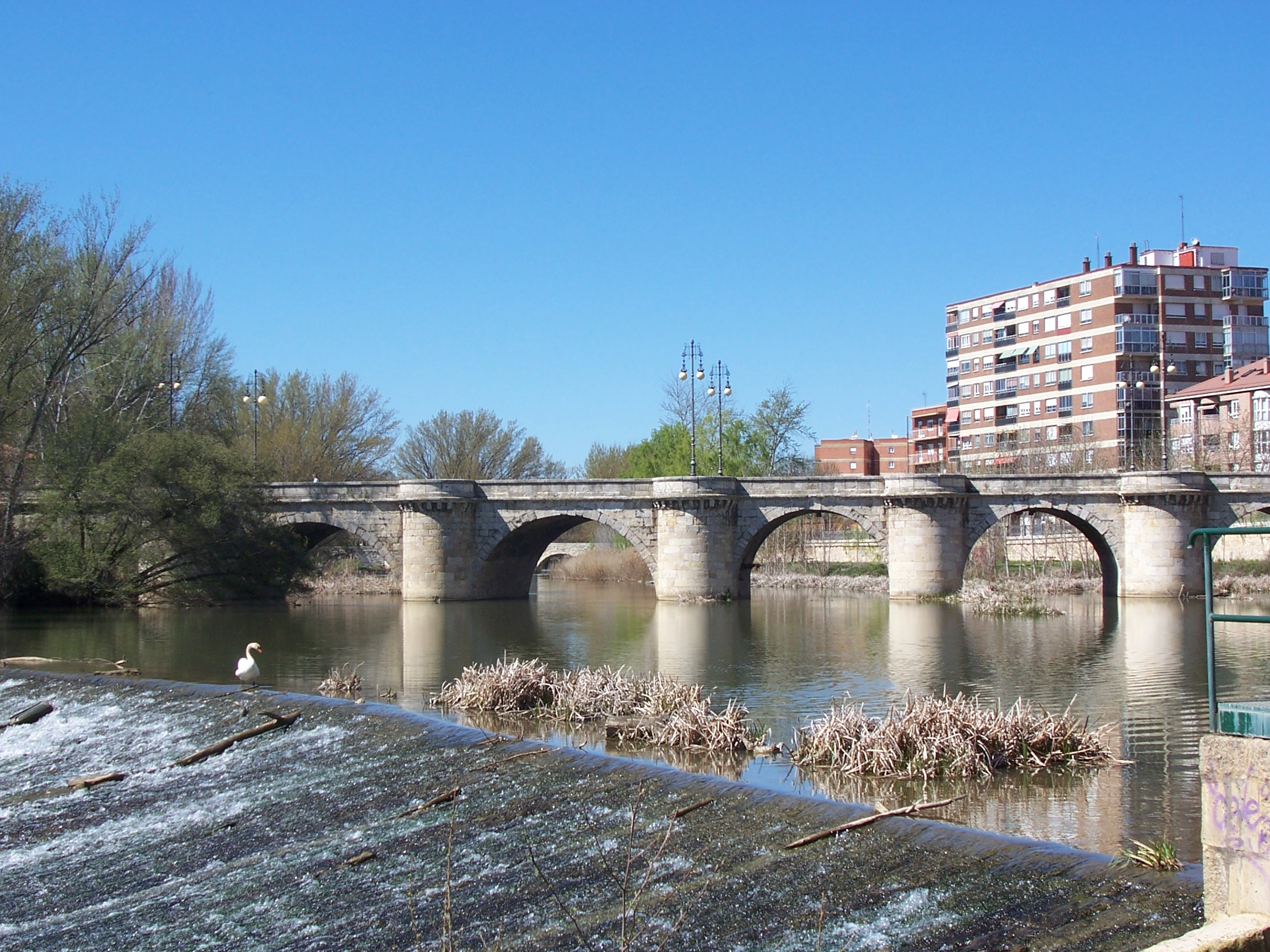
卡里翁河帕倫西亞市段

卡里翁河（西班牙語：Río Carrión）是西班牙的河流，位於該國北部，流經帕倫西亞省，最終注入皮蘇埃加河，河道全長179公里，流域面積3,351平方公里，平均流量每秒20.83立方米。